# تپه ژیژوان گوزه کوره
تپه ژیژوان گوزه کوره مربوط به دوران پیش از تاریخ ایران باستان است و در شهرستان مریوان، شرق جاده روستای گوزه کوره واقع شده و این اثر در تاریخ ۲۷ مرداد ۱۳۸۲ با شمارهٔ ثبت ۹۶۳۱ به‌عنوان یکی از آثار ملی ایران به ثبت رسیده است.